# Desideria Ocampo
Desideria Ocampo Arriola (1861 - 9 tháng 4 năm 1910) là vợ của Tổng thống Manuel Estrada Cabrera, và từng là Đệ nhất phu nhân Guatemala trong nhiệm kỳ tổng thống. Bà là con gái của Gabriel Ocampo và María Encarnación Arriola. Bà qua đời ở Pháp vào tháng 4 năm 1910. Bà có hai con với Tổng thống Estrada Cabrera.